# هنري والتر بيتس
هنري بيتس (بالإنجليزية: Henry Walter Bates) (لندن، 16 فبراير 1892 ليستر، 8 فبراير 1825)، هو مستكشف وعالم الطبيعة الإنجليزي، إكتسب شهرته بعد رحلته إلى الغابات المطيرة في الأمازون مع ألفريد راسل والاس في عام 1848 وعاد في عام 1852 وعندما وصل المنزل في عام 1859 بعد أحد عشر عاما كاملة، قال أنه إكتشف أكثر من 14712 نوع (ومعظمهم من الحشرات) ومنها 8000 أنواع جديدة.

## حياته
ولد بيتس في مدينة ليستر الإنكليزيّة في عائلة تنتمي للطبقة الوسطى المتعلّمة. ومع ذلك، فقد تلقّى بيتس -مثل ألفريد والاس، توماس هنري هكسلي وهربرت سبنسر- تعليمًا عاديًا حتّى سنّ الثالثة عشر تقريبًا وذلك عندما تدرّب في شركة لتصنيع الجوارب. التحق بمعهد الميكانيك في المدينة (الذي كان يحوي مكتبة)، ودرس الحشرات في أوقات فراغه وجمعها في غابة تشارنوود. أعدّ في عام 1843 ورقة بحثيّة قصيرة عن الخنافس نشرت في مجلة (اختصاصي في علم الحيوان Zoologist).
أصبح بيتس صديقًا لوالاس عندما تولّى الأخير وظيفة التدريس في مدرسة ليستر المجتمعية. أصبح والاس أيضاً عالماً في علم الحشرات، (رغم أنّ النباتات كانت اهتمامه الأول)، وقرأ نفس نوع الكتب التي قرأها كلّ من بيتس، وداروين، وهوكسلي، والكثير من الكتب الأخرى. ومن بين هذه الكتب، كُتب توماس روبرت مالتوس في الدراسات السكّانيّة، وكُتب جيمس هوتون وتشارلز ليل في الجيولوجيا، وكِتاب رحلة البيجل لتشارلز داروين، وقبل كل شيء، كتاب آثار التاريخ الطبيعى للخلق (بواسطة روبرت شامبرز)، الذي جعل من التطوّر موضوعاً يتناقش فيه المثقّفون في جلساتهم بشكلٍ يوميّ. وقد قرأوا أيضًا كتابَ ويليام هينري إدواردز «رحلة في نهر الأمازون Voyage Up the River Amazons» الذي تحدّث فيه عن تجربته التي عاشها في رحلته إلى الأمازون، وهذا ما جعلهم يفكّرون في أن زيارة تلك المناطق ستكون مثيرةً، وقد تكون بدايةً لحياتهم المهنية.

### المغامرة العظيمة
في عام 1847، ناقش والاس وبيتس فكرة القيام برحلة استكشافية إلى غابات الأمازون المطيرة، كان هدف الخطّة هو تغطية النفقات بإرسال عيّنات من تلك المناطق إلى لندن عن طريق وكيل يقوم بالمهمّة مقابل عملولة معيّنة. (إنّ التصريح المتكرّر في الكثير من المحافل أنّ الهدفَ الرئيسيّ للمسافرين كان «جمع الحقائق من أجل حلّ مشكلة أصل الأنواع»، واعتقاد الكثيرين أنّ والاس قد وضع الهدف السابق في رسالة أرسلها إلى بيتس ما هي إلّا مجرّد خرافات ظهرت في تعديلات سهلة التداول عن كتاب بيتس «عالم طبيعة على ضفاف الأمازون» الذي صدر في عام 1863.) التقى الصديقان -الذان كانا قد تعرّفا على عددٍ كبير من علماء الحشرات ذوي الخبرة الواسعة- في لندن لإعداد أنفسهم. وقاما بمراقبة نباتات وحيوانات المجموعة الرئيسية في أمريكا الجنوبية. كما أنّهم جمعوا «قوائم الحاجيّات» من المتاحف وجامعي النباتات. جميع الرسائل المعروفة المتبادلة بين والاس وبيتس متوفرة في والاس لاينز أون لاين
أبحر بيتس ووالاس من مدينة ليفربول الإنكليزيّة في شهر أبريل/ نيسان من عان 1848، ووصلا إلى ولاية بارا البرازيليّة المعروفة الآن باسم بيليم في نهاية شهر مايو/ أيّار من نفس السنة. استقرّا في السنة الأولى في فيلا قريبة من المدينة، وجمعا الطيور والحشرات. بعد ذلك اتّفقا على أن يجمع كلّ منهما على حدى، وعلى أن يسافر بيتس إلى بلدة كاميتا الواقعة على نهر توكانتينز. ثم انتقل إلى الأمازون، ومن ثمّ إلى بلدة أوبيدوس، ومنها إلى عاصمة ولاية الأمازون البرازيليّة ماناوس، وأخيراً إلى نهر (سوليموس) أحد الفروع الشماليّة لنهر الأمازون. كانت بلدة تيفيه Tefé معسكَره الأساسيّ لمدة أربع سنوات ونصف، تدهورت حالته الصحية في نهاية هذه السنوات وعاد إلى بريطانيا عام 1859، بعد أن أمضى ما يقرب من أحد عشر عامًا في الأمازون. أرسل مجموعته على ثلاث سفن مختلفة لتجنب مصير زميله والاس، الذي فقد مجموعته بالكامل عندما غرقت سفينته. قضى بيتس السنوات الثلاث التالية في كتابة تقريره عن الرحلة الذي أسماه «عالم طبيعة على ضفاف الأمازون»، والذي يعتبر واحداً من أفضل التقارير التي تحدّثت عن رحلات التاريخ الطبيعي.

## روابط خارجية
- هنري والتر بيتس على موقع الموسوعة البريطانية (الإنجليزية)